# L'état, c'est moi
 L'état, c'est moi (изговор: л'ета, се моа) јесте цитат који се преписује француском краљу Лују XIV. У дословном преводу значи: „Држава, то сам ја.” 
Наводно је Луј XIV ово изјавио обраћајући се парламенту и указујући на његову неспособност. Историографи, с друге стране, оспоравају аутентичност овог цитата зато што он није нађен ни у једном од парламентарних транскрипата.

## Поријекло изреке
Изрекао ју је француски краљ Луј XIV на прелазу из седамнаестог у осамнаести вијек.

## Тумачење
Изрека је израз апсолутисте, аутократе и диктатора. То што мислите да је држава, то није држава, то сам ја. Ова изрека је највиши израз ауторитарности и синоним апсолутизма.